# Вулиця Нафтовиків (Херсон)
Вулиця Нафтовиків — вулиця в Корабельному районі Херсона. Починається від площі Перемоги та закінчується на західній околиці міста.

## Історія
Почала формуватися у 1930-ті роки в процесі будівництва нафтопереробного заводу.
Поблизу заводу в 1959 році відкрився Будинок культури нафтовиків.
Біля буд. № 52 у 1967 році була встановлена стела в пам'ять про працівників заводу, які загинули на фронтах Другої світової війни. А через три роки поруч із нею — меморіальна плита з іменами загиблих.

### Російсько-українська війна

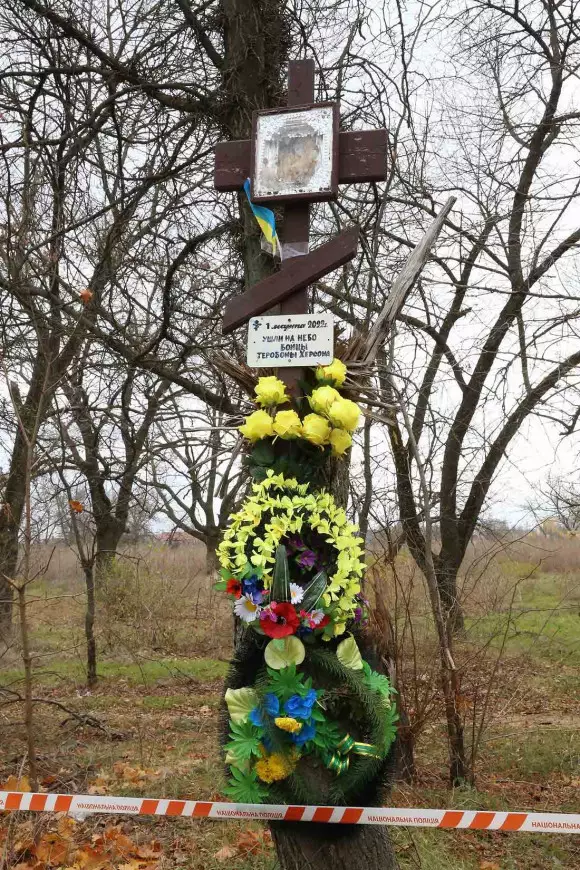
Пам'ятний знак бійцям Херсонської тероборони в Бузковому парку

В перші дні повномасштабного військового вторгнення російським загарбникам вдалось оточити Херсон. 1 березня 2022 року росіяни почали заходити в місто з кількох напрямків. Один із їхніх маршрутів — зі сторони міжнародного аеропорту та чорнобаївського аеродрому йшов через вулицю Нафтовиків.
На цій вулиці, в Бузковому парку (також відомий як «Парк нафтовиків») окупантів зустріли бійці Сил територіальної оборони. Чотири десятки херсонців вступили в бій з росіянами, чиї сили значно переважали. Якщо українці були з автоматами парою РПГ-18/РПГ-22 та «коктейлями Молотова», окупанти — на броньованій техніці, з великокаліберними кулеметами та підготовленими позиціями для снайперів.
В травні 2022 року в Бузковому парку місцеві мешканці облаштували Меморіал бійцям Херсонської тероборони, які загинули 1 березня.
На вулиці Нафтовиків, 37 був розташований торгівельний центр «Епіцентр К», знищений російським обстрілом 6 червня 2024 року. До цього він був обстріляний 3 травня 2023 року (загинули троє працівників).